# Germán Trajano Pavón Puente
Germán Trajano Pavón Puente (ur. 28 października 1936 w Quito, zm. 22 lutego 2025 tamże) – ekwadorski duchowny katolicki, biskup diecezji Ambato w latach 2001–2015.

## Życiorys
Święcenia kapłańskie przyjął 29 czerwca 1960 i został inkardynowany do archidiecezji Quito. Uzyskał tytuł doktora z prawa kanonicznego na Papieskim Uniwersytecie Gregoriańskim. W archidiecezji pełnił funkcje m.in. rektora niższego seminarium, kanclerza kurii i wikariusza generalnego archidiecezji.

### Episkopat
28 stycznia 1989 został mianowany przez papieża Jana Pawła II biskupem diecezji Tulcán. Sakry biskupiej udzielił mu 25 lutego tegoż roku ówczesny przewodniczący Konferencji Episkopatu Ekwadoru, abp Antonio José González Zumárraga.
19 kwietnia 2001 został mianowany biskupem diecezji Ambato.
20 stycznia 2015 przeszedł na emeryturę.